# Iphigeneia (Racine)

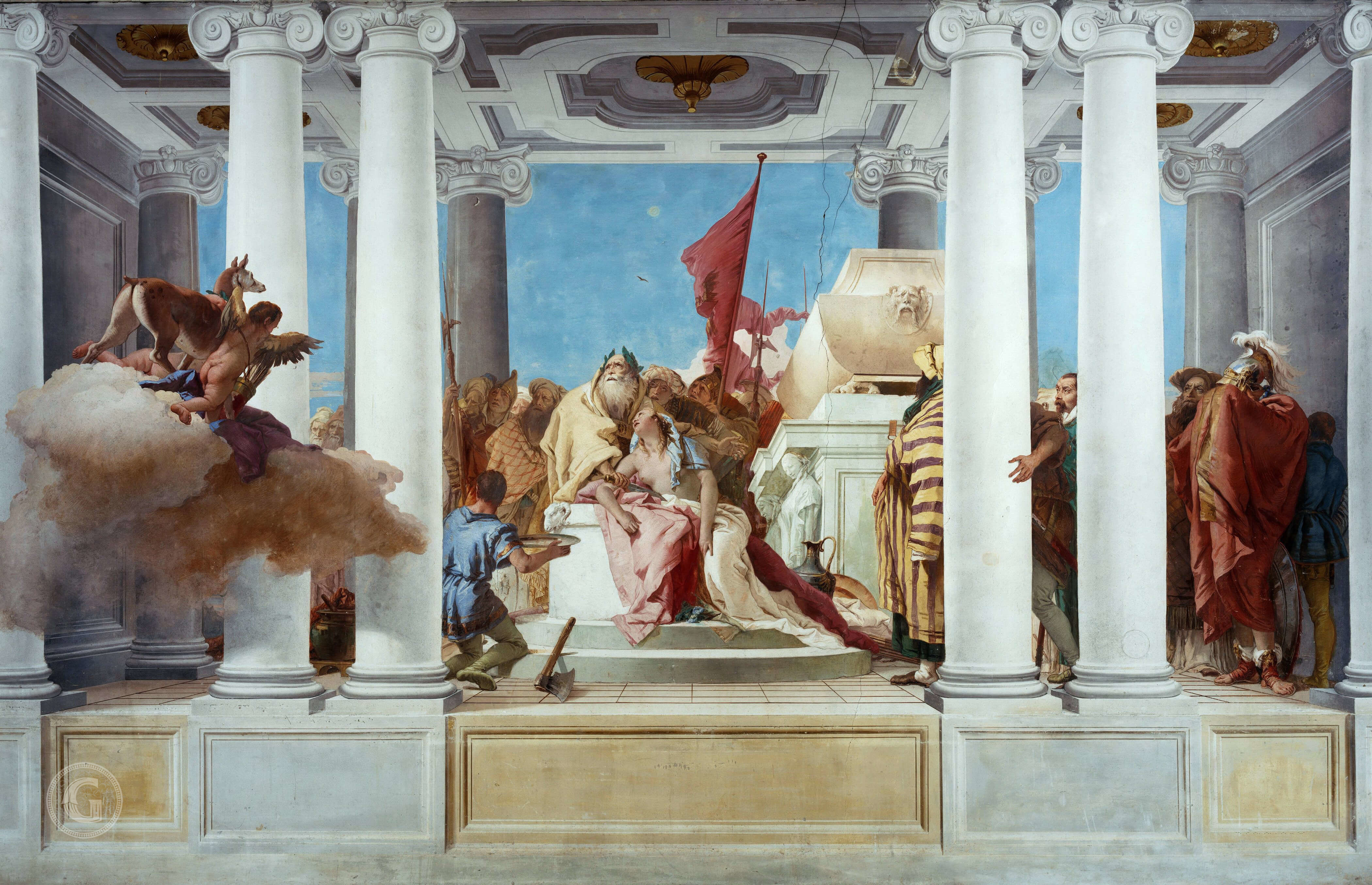
Giovanni Battista Tiepolo: Iphigeneia feláldozása, 1757

Az Iphigeneia (franciául: Iphigénie) Jean Racine drámája, 1674. augusztus 18-án mutatták be először a versailles-i kastélyban).
A darab 1675-ös párizsi bemutatóira igen különös körülmények közt került sor, ugyanis Jean Racine ellenlábasai felbiztattak két írót (Leclerc és Coras), hogy ugyanerről a témáról, ugyanebben az időben mutassanak be darabokat, az irodalmi ellenlábasok művei megbuktak, győzött Racine Iphigeneiája.

## Az Iphigeneia megírásának előzményei
Racine még a janzenistáknál igen alaposan megismerkedett a görög irodalommal, Iphigenia feláldozásának témája nála leginkább Homéroszhoz és Euripidészhez nyúlik vissza, Racine különösen nagyra becsülte Euripidész drámáit. Drámája megírásához leginkább Euripidész Iphigeneia Auliszban c. drámájából merített ihletet, s mint drámája elé írt bevezetőjében írta, ami igazán lehetővé tette számára a darab megírását, az a Pauszaniasz írásaiban fellelhető „második” Iphigenia, azaz Racine drámájában Erphile alakja.
Az euripidészi drámában Agamemnón király és Klütaimnésztra királyné leányát, Iphigeneiát az atya, Agamemnón Kalkhasz jóslatának engedelmeskedve feláldozza Artemisz oltárán, de az utolsó pillanatban Zeusz leánya, Artemisz istennő egy szarvast helyez az oltárra, s a szarvas vérének áldozatától indulnak meg a szelek, melyek Trója ellen röpítik a hellén hajók által szállítandó seregeket. Az ártatlan királyleányt, Iphigeneiát a tauruszok közé viszi Artemisz istennő, s ott állítja szolgálatába. Euripidésznél tehát a deus ex machina menti meg a királylány életét.

## Szereplők
Zárójelben a Racine-nál szereplő latinos-franciás, eredeti megnevezésekkel, illetve névformákkal.
- Agamemnón (Agamemnon)
- Akhilleusz (Achille)
- Odüsszeusz (Ulysse)
- Klütaimnésztra (Clytemnestre), Agamemnón felesége
- Iphigeneia (Iphigénie), Agamemnón lánya, címszereplő
- Eriphülé (Eriphile), Heléné és Thészeusz lánya
- Arkasz (Arcas), Agamemnón szolgája
- Eurübatész (Eurybate), Agamemnón fegyverhordozója
- Aigina (Aeginee), Klütaimnésztra udvarhölgye
- Dórisz (Doris), Eriphülé bizalmasa

## A drámai cselekmény és a végkifejlet
Jean Racine úgy gondolja, hogy a 17. században a deus ex machina nem járható út, a közönség nem hinné el, hogy Iphigeneiát pl. szarvasra cserélheti és megmentheti egy istennő. Mélységesen keresztény eszme, az isteni gondviselés gondolata vezérli Racine drámai szerkesztését. Bemutatja Agamemnón királyt, a leányát szerető apát, akinek a szeretet és a kötelesség közt kell választania. Nehéz szívvel, de meghozza a döntést Kalkhasz jóslatának beteljesítésére, Auliszba csalja leányát és feleségét azzal az ürüggyel, hogy Akhilleusz nőül akarja venni Iphigeneiát mielőtt Ilion ellen megy harcolni. Tettét hamar megbánta, hogy mind feleségét, mind leányát becsapta, parancsát próbálja visszavonni levél útján, de nem sikerül. Auliszba érkezik felesége, Klütaimnnésztra, leánya Iphigenia, s velük érkezik Eriphülé. Eriphülé származását megtudakolni érkezett Auliszba, holott ez iránt érdeklődnie tiltja a jóslat, mert az halálát okozhatja.
Látjuk a szerető apát, anyát és leányukat, az ártatlan Iphigeneiát. Az anya a végsőkig harcol lányáért, Akhilleuszban, a szerető vőlegényben próbál szövetségest találni. Akhilleusz neki is támad Agamemnónnak szívtelensége miatt, azonban Odüsszeusz és a seregek nagy nyomást gyakorolnak Agamemnónra, végül Iphigeneia feláldozása mellett dönt. A család az összetart, de Agamemnónnak engednie kell, ezt Iphigenia is belátja, s kész az áldozatra a hellénekért, szüleiért, testvéréért, Oreszteszért, szerelméért, Achillesért. Achilles már-már megosztja a sereget Iphigénia feláldozása ellen az Iphigénia feláldozása mellett állókkal szemben.
Közben kiderül, hogy Leszbosz szigetéről az Achilles által elrabolt Eriphile Helena és Theseus titkos frigyéből született gyermek, kit eredendően a szülei Iphigeniának neveztek, tehát ő is királyi vér. Eriphile, ki szerelmes lett elrablójába, Achillesbe, látja, hogy Achilles nem őt, hanem Iphigéniát szereti. Erphile megtudta származását, a jós, Kalchas kimondja az ítéletet, Erphile királyi vére elég áldozat Artemisznek. Erphile idegennek érzi magát a hagyomány szerint családban élő, köztiszteletben álló erkölcsös emberek világában, nem várja meg a pap kardcsapását, önkezével ragadja meg a szent kést, s áldozza vérét Artemisz oltárán.
A Racine drámában a példás családi életet élő királyi család ezúttal megmenekül nagyon racionálisan, de végső soron az isteni gondviselés által, hiszen Artemisz eredendően nem Agamemnon és Klytaemestra leányát, hanem Helena és Theseus gyermekének vérét kívánta áldozatul az oltárra. A példás családi életet élő királyi család megmenekülése elégedettséget váltott ki a korabeli közönség körében. Ebben a drámában a jók elnyerik jutalmukat, s a törvényen kívül élő királyi sarj vérének áldozata repíti a hellén hajókat Trója ellen.
Ulyses, mint hírmondó összegzi a történteket Klytaemestra számára, ebből idézünk:

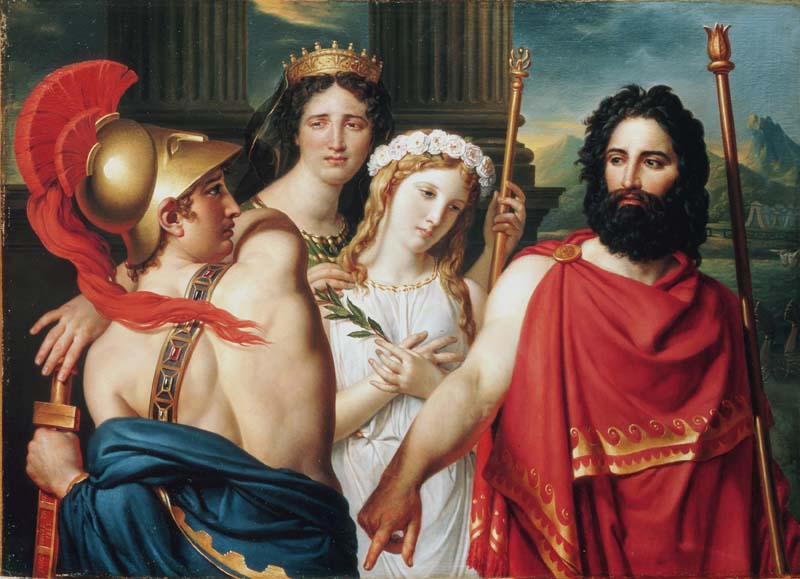
Jacques-Louis David: Achilles haragja, (1825.)

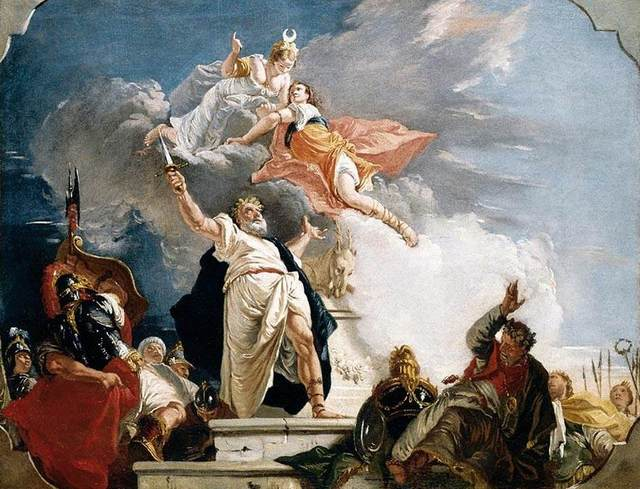
Francesco Fontebasso: Iphigeneia feláldozása, (1749)

"Itt látsz magad előtt - a boldog perc ragyog.

Merő láz és öröm és borzadás vagyok;

Halálosabb napot nem ért még Görögország,

Megbolydult táborunk, veszélyben látva sorsát,

A had szemét a düh homálya födte le;

És elhangzott a harc ijesztő gyász-jele.

És látta lányod is, kit harcok félsze hajszol,

Hogy a had ellene, s Achilles érte harcol;

 ... "
Klytaemnestra végszavai:
"Mely kincs és hódolat és hálaszó elég
Achillesnek, - s hogyan dicsérjelek, nagy Ég!"